# Cultura di Ortucchio

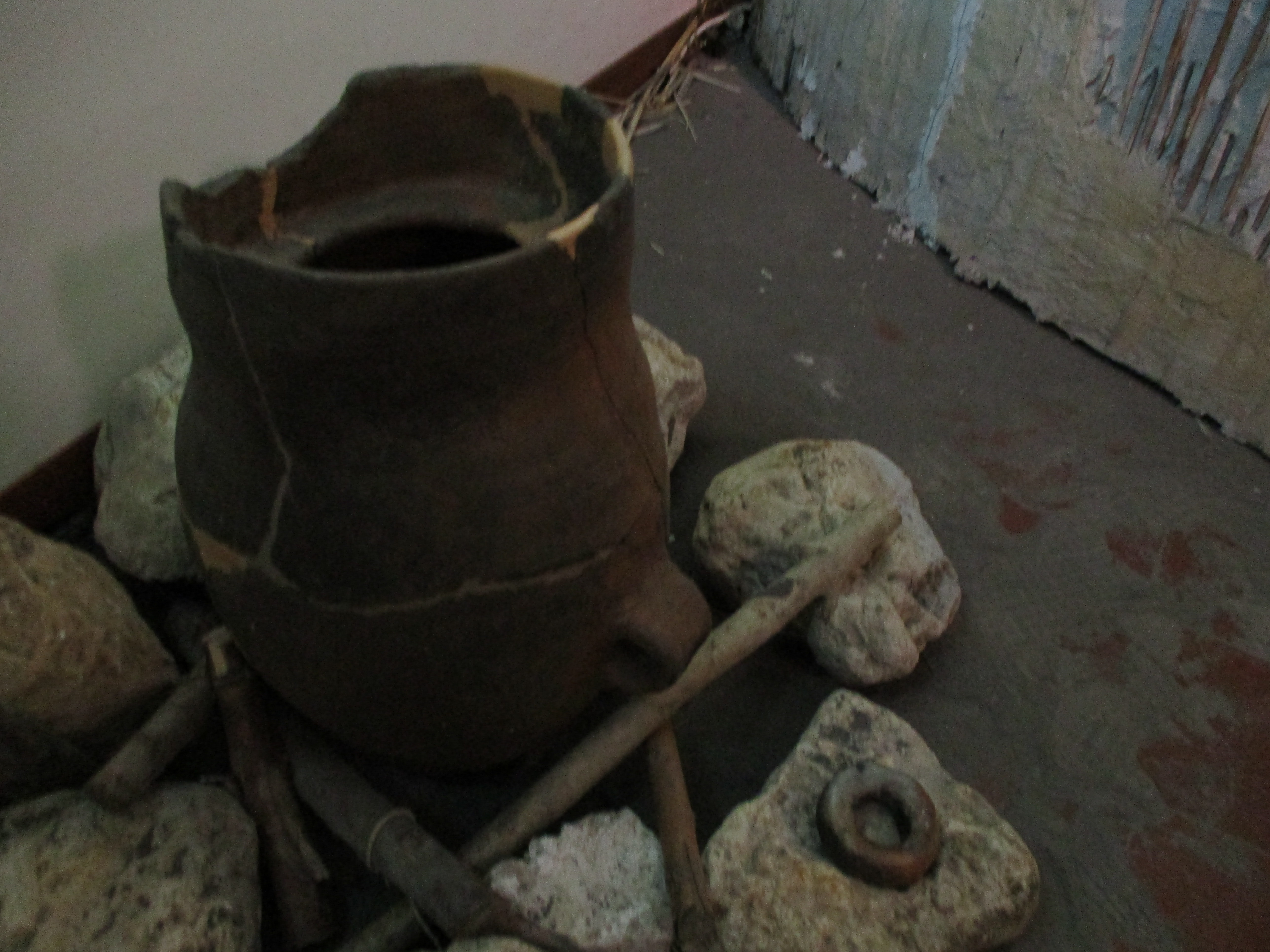
Bollitoio rinvenuto ad Ortucchio

La cultura di Ortucchio è una cultura archeologica che si sviluppò principalmente nella seconda metà del III millennio a.C. in Italia centrale. Prende il nome dal sito all'aperto di Ortucchio, nella conca del Fucino, nel cuore dell'Abruzzo. Quest'ultimo è stato occupato in tempi diversi, in particolare durante l'eneolitico. Gli scavi hanno contribuito a caratterizzare questa cultura, inizialmente associata alla cultura di Conelle per via delle similitudini nella ceramica. Ancora sconosciuta fino a pochi anni fa, le caratteristiche della cultura di Ortucchio sono state chiarite attraverso recenti scoperte nella regione di Roma.

## Cronologia
- fase I : 2670-2550 a.C.
- fase II : 2580-2470 a.C.
- fase III : 2500-2290 a.C.
- fase IV : 2350-2130 a.C.

## Estensione geografica
La principale area di sviluppo della cultura di Ortucchio copre l'area costiera e l'interno della parte centrale del Lazio. La sua estensione oltre questa regione, in particolare nel bacino del Fucino in Abruzzo avvenne solo nella fase III.
Alcuni elementi di questa cultura sono stati individuati in Umbria a nord e a sud in Basilicata e in Campania.

## Origine
Lo sviluppo della cultura del vaso campaniforme nel centro Italia causò un cambiamento della cultura di Laterza. Questi sviluppi portarono alla nascita della cultura di Ortucchio nel Lazio, che avrebbe convissuto con quella di Laterza, ancora presente nella parte meridionale della regione e in altre province del sud Italia. In un secondo tempo, la cultura di Ortucchio si diffuse nel Fucino, regione in cui la cultura Beaker è quasi assente. 
Il passaggio tra la cultura di Laterza e quella di Ortucchio non fu completamente brusca. Un progressivo e lento cambiamento si osserva nelle produzioni artigianali, ad esempio nelle forme e decorazione della ceramica. Tuttavia, lo stile di vita di sussistenza rimase lo stesso, i villaggi si trovano nelle stesse aree e le pratiche funerarie rimangono immutate. Si registra lo sviluppo di nuovi piccoli siti nelle zone limitrofe alla cultura e nella zona costiera del Lazio.
La cultura di Ortucchio si esaurisce prima dell'avvento delle prime fasi dell'età del bronzo  con cui sembra segnare una rottura completa, intorno al 2100-2000 a.C..

## Siti principali
- Acerra (Campania)[5]
- Gricignano US Navy (Campania)
- Gaudello (Campania)
- Ortucchio (Abruzzo)
- grotta La Punta (Abruzzo)
- grotta Maritza (Abruzzo)
- grotta di Ortucchio (Abruzzo)
- Osteria del Curato-Via Cinquefrondi (Lazio)
- Palidoro (Lazio)
- Quadrato di Torre Spaccata (Lazio)
- Torre della Chiesaccia 2 e 3 (Lazio)
- Trigoria-via de Zerbi (Lazio)
- Valle dei Morti (Lazio)
- Casale del Cavaliere (Lazio)
- Lucrezia Romana (Lazio)
- Casetta Mistici (Lazio)
- Tenuta della Selcetta 1 (Lazio)
- Colle dell'Impiccato (Lazio)
- Grotta Polesini (Lazio)
- Torre Crognola (Lazio)
- Luni-Tre Erici (Lazio)
- Poggio Olivastro (Lazio)
- Monte Rozzi (Lazio)